# Ураева
Ураева (Ураевка)— река в России, протекает в Белгородской области. Устье реки находится в 205 км по левому берегу реки Оскол. Длина реки составляет 56 км, площадь водосборного бассейна 528 км².

## Данные водного реестра
По данным государственного водного реестра России относится к Донскому бассейновому округу, водохозяйственный участок реки — Оскол ниже Старооскольского гидроузла до границы РФ с Украиной, речной подбассейн реки — Северский Донец (российская часть бассейна). Речной бассейн реки — Дон (российская часть бассейна).
Код объекта в государственном водном реестре — 05010400312107000012063.